# Landskrona & Helsingborgs Järnvägar

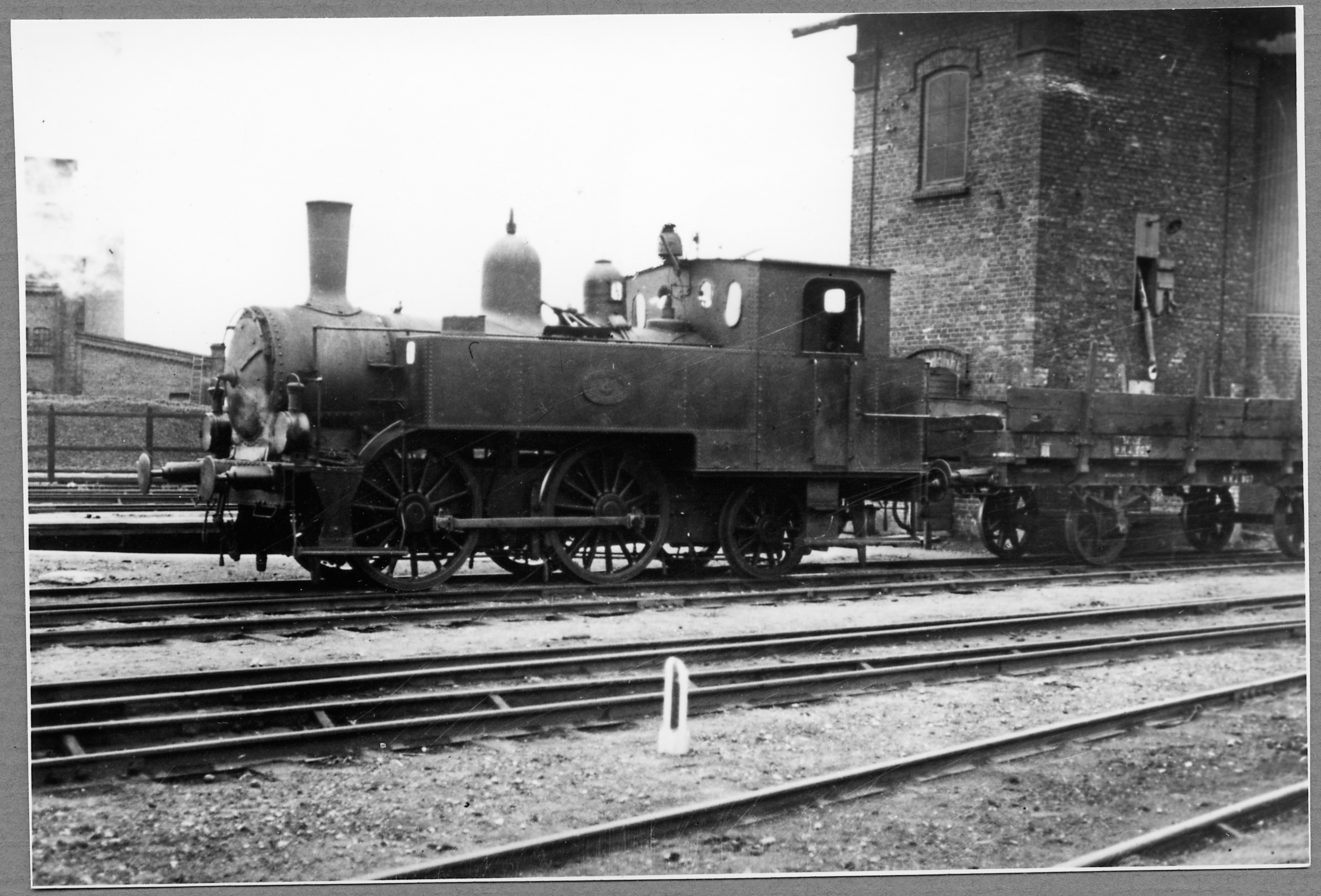
Lok 4: byggt 1865, skrotat 1942

Landskrona & Helsingborgs Järnvägar (L&HJ) öppnades 31 juli 1865, togs i bruk för första gången dagen efter och var en totalt 60 km lång normalspårig järnväg. Den sträckte sig från Eslöv till Billeberga där den förgrenade sig mot Landskrona och Helsingborg och med tiden fick den även flera stickspår in i hamnområdet.
På grund av meningsskiljaktigheter ägdes sträckan Landskrona–Billeberga–Teckomatorp–Eslöv av Landskrona–Eslövs Järnvägs AB och sträckan Helsingborg–Billeberga av Helsingborg–Landskrona–Eslövs Järnvägs AB. Redan i samband med att provisorisk koncession beviljats 1863 hade dock banornas samhörighet fastslagits i ett kungligt brev och banorna drevs därför som en järnväg under gemensam förvaltning.
Från och med 1892 blev nätet förbundet med Danmark genom ångfärjelinje. Järnvägen började elektrifieras 1937 och året efter blev L&HJ ett statligt bolag och inlemmades i Statens Järnvägar 1940.  Den lokala persontrafiken Helsingborg–Billeberga–Eslöv lades ner 1968 och persontrafiken Landskrona–Billeberga–Eslöv 1982 (formellt samtidigt med godstrafiken 1983). Bandelen Landskrona–Billeberga revs upp 1992. Sträckan Teckomatorp–Helsingborg har däremot fortsatt att användas för persontrafik mellan Malmö och Helsingborg (Rååbanan). Även bandelen Eslöv–Teckomatorp har behållits, där nu åter reguljär persontrafik finns sedan december 2016 (Marieholmsbanan).